# 茅绍祺
茅绍祺（？—？），直隶通州（今北京通州）人，清朝政治人物。副贡出身。
茅绍祺曾于1879年接替祥和任娄县知县一职，1880年由蔡敬熙接任。